# JMAG
JMAGとは、JSOLが開発した電気機器設計、開発のためのシミュレーションソフトウェアである。

## 概要
日本総合研究所(現JSOL)が1983年より販売している電磁界解析ソフトウェアである。
モータやアクチュエータなどの磁界を主に有限要素法で解く磁界解析が主力である。その他に、熱解析、電界解析、構造解析にも対応している。

## 歴史
- 1983年 - 「JMAG Ver.1.0」をリリース。3次元静磁界解析に対応。
- 1986年 - 「JMAG DYN」をリリース。3次元過渡応答磁界解析に対応。
- 1994年 - 「JMAG Works」をリリース。Linux用。熱解析に対応。
- 1998年 - 「JMAG-Studio」をリリース。Windows用。
- 2002年 – 「JMAG-Designer」をリリース。
- 2004年 – 「JMAG RT」を開発。FEAモデルから高速高精度のプラントモデル（JMAG-RTモデル）を生成するためのツール。
- 2007年 – 「JMAG Motor Template 2」（現：JMAG-Express）を開発。モータ設計支援ツール。
- 2009年 – 「JMAG-Elli」(現：JMAG-Designerのトランスモデル作成機能、トランス解析機能）をリリース。
- 2012年12月28日 - 「JMAG-Designer Ver.12.0」をリリース。
- 2013年6月14日 - 「JMAG-Designer Ver.12.1」をリリース。
- 2013年12月17日 - 「JMAG-Designer Ver.13.0」をリリース。
- 2014年6月17日 - 「JMAG-Designer Ver.13.1」をリリース。
- 2014年12月15日 - 「JMAG-Designer Ver.14.0」をリリース。
- 2015年6月4日 - 「JMAG-Designer Ver.14.1」をリリース。
- 2015年12月 - 「JMAG-Designer Ver.15.0」をリリース。
- 2016年4月20日 - 書籍「モータ設計初心者のための永久磁石同期モータ設計入門」の販売を開始。
- 2016年6月20日 - 「JMAG-Designer Ver.15.1」をリリース。
- 2016年12月6日 - 「JMAG-Designer Ver.16.0」をリリース。
- 2017年6月14日 - 「JMAG-Designer Ver.16.1」をリリース。
- 2017年12月28日 - 「JMAG-Designer Ver.17.０」をリリース。
- 2018年6月7日 - 「JMAG-Express Online」をリリース。ウェブブラウザ上で動作するモータ設計支援ツール。
- 2018年6月14日 - 「JMAG-Designer Ver.17.1」をリリース。
- 2019年2月1日 - 「JMAG-Designer Ver.18.0」をリリース。